# Żyła sercowa średnia

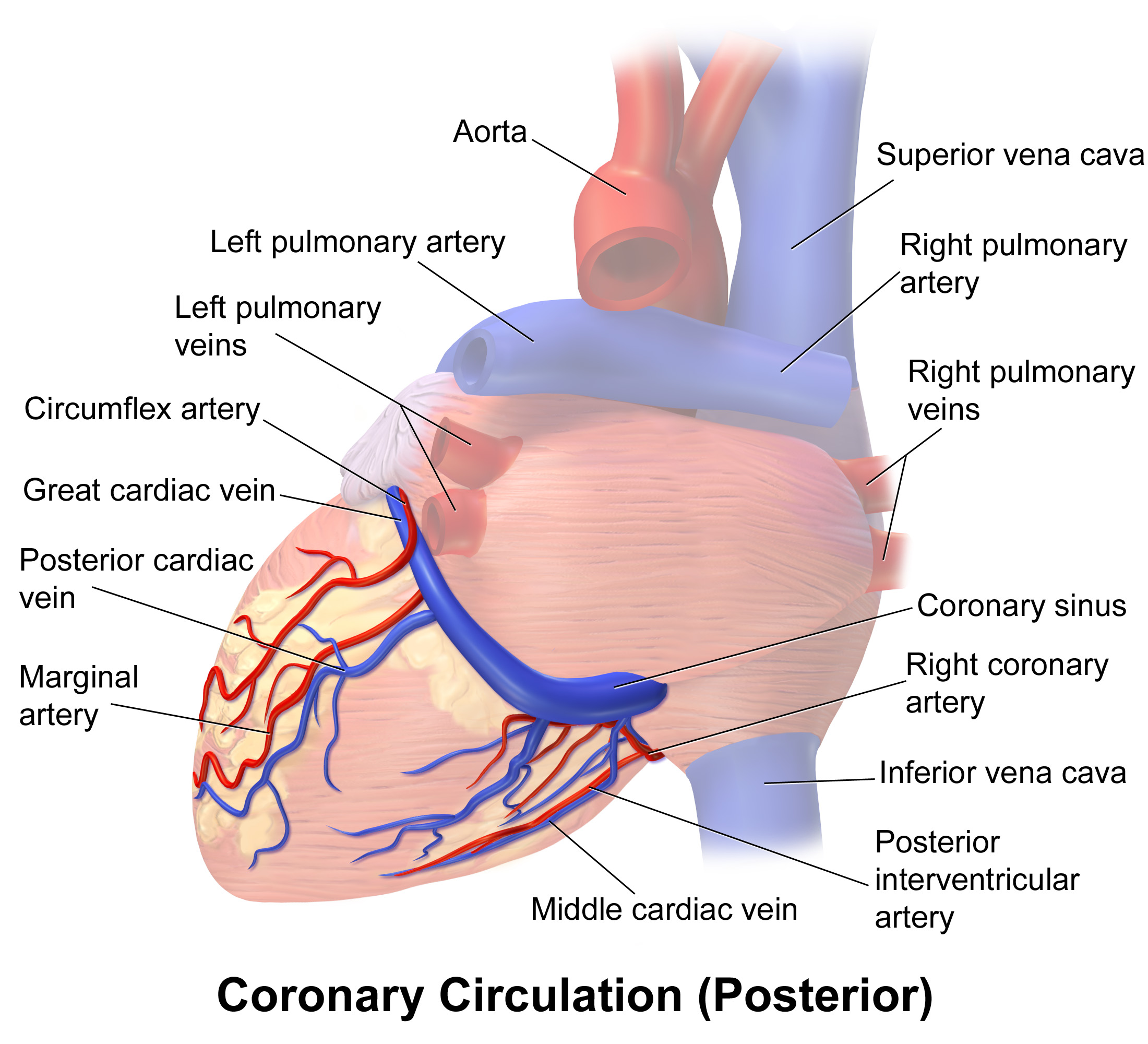
Żyła sercowa średnia podpisana Middle cardiac vein.

Żyła sercowa średnia, żyła serca średnia (łac. vena cardiaca media, vena cordis media) – w anatomii człowieka żyła serca leżąca w bruździe międzykomorowej tylnej razem z gałęzią międzykomorową tylną tętnicy wieńcowej prawej. Zbiera krew od koniuszka serca, uchodzi przez zatokę wieńcową do prawego przedsionka serca.